# Sandro Chaves de Assis Rosa
Sandro Chaves de Assis Rosa (nacido el 19 de mayo de 1973) es un exfutbolista brasileño que se desempeñaba como defensa.
Jugó para clubes como el JEF United Ichihara, Honda FC, FC Tokyo, Oita Trinita y Pogoń Szczecin.

## Trayectoria

### Clubes
| Club                | País    | Año         |
| ------------------- | ------- | ----------- |
| JEF United Ichihara | Japón   | 1992 - 1996 |
| Honda FC            | Japón   | 1997        |
| FC Tokyo            | Japón   | 1998 - 2001 |
| Oita Trinita        | Japón   | 2002 - 2004 |
| Pogoń Szczecin      | Polonia | 2005 - 2006 |